# Серафим (Амельченков)
Епископ Серафим (в миру Владимир Леонидович Амельченков; род. 25 апреля 1985, Смоленск) — архиерей Русской православной церкви, историк, кандидат исторических наук (2010), доктор богословия (2017). Епископ Истринский, викарий Патриарха Московского и всея Руси. Председатель Синодального отдела по делам молодёжи (с 2019). Настоятель храма Успения Пресвятой Богородицы — Патриаршего подворья на Крутицах в Москве.
Автор публикаций по церковной истории Смоленской земли.
Тезоименитство — 25 ноября (8 декабря) (память священномученика Серафима, архиепископа Смоленского).

## Биография
Родился 25 апреля 1985 года в Смоленске в религиозной семье. С детства посещал Успенский кафедральный собор в Смоленске, где нёс послушания в алтаре.
В 2002 году, по окончании православной гимназии, поступил на второй курс Смоленской духовной семинарии, которую окончил в 2004 году. Параллельно с обучением в семинарии в 2003 году поступил в Смоленский государственный университет на исторический факультет. Завершил учёбу в университете в 2009 году.
В 2004 году поступил в Московскую духовную академию, которую окончил в 2006 году со степенью кандидата богословия, защитив диссертацию на тему «Смоленская епархия в годы Великой Отечественной войны».
В 2006 году назначен преподавателем Смоленской духовной семинарии. Преподавал также в Смоленском межъепархиальном духовном училище. В 2007 году был назначен секретарём Смоленского епархиального управления.
22 апреля 2008 года в Свято-Успенском кафедральном соборе города Смоленска митрополитом Смоленским и Калининградским Кириллом пострижен в монашество с именем Серафим в честь священномученика Серафима (Остроумова), архиепископа Смоленского.
27 апреля 2008 года за Пасхальным богослужением в Свято-Успенском кафедральном соборе города Смоленска митрополитом Кириллом рукоположён в сан иеродиакона. 15 июня того же года, на Пятидесятницу, в том же соборе митрополитом Кириллом рукоположён в сан иеромонаха.
12 июля 2008 года назначен настоятелем храма Святого Иоанна Предтечи города Смоленска.
5 мая 2010 года в храме в честь иконы Божией Матери «Всех скорбящих Радосте» в городе Десногорске патриархом Московским и всея Руси Кириллом награждён наперсным крестом.
В 2010 году в Брянском государственном университете защитил диссертацию на соискание учёной степени кандидата исторических наук на тему «Воздействие Русской православной церкви на социальную сферу общества в период Великой Отечественной войны 1941—1945 годов (на материалах Смоленской области)».
30 апреля 2012 года назначен настоятелем храма-памятника в честь Воскресения Христова в Катыни. В 2012 году к празднику Пасхи патриархом Кириллом награждён палицей.
17 мая 2014 года в храме-памятнике в честь Воскресения Христова в Катыни от имени митрополита Варшавского и всея Польши Саввы награждён орденом Польской православной церкви в честь святой равноапостольной Марии Магдалины третьей степени за работу по увековечиванию памяти святых новомучеников и исповедников. Орден вручил епископ Семятычский Георгий (Паньковский), православный ординарий Войска Польского.
4 июня 2014 года в Смоленске состоялось учредительное собрание Смоленского регионального отделения международной общественной организации Всемирный русский народный собор. Иеромонах Серафим был избран от Смоленской епархии в общественный совет регионального отделения ВНРС.
С июля 2014 года — сотрудник управления делами Московской патриархии. 9 марта 2015 года назначен на должность ответственного секретаря управления делами Московской патриархии.
22 октября 2015 года патриархом Кириллом был включён в список членов оргкомитета Архиерейского собора 2016 года.
25—31 июля 2016 года в составе официальной делегации Русской православной церкви принимал участие во Всемирных днях молодёжи в Кракове.
В 2014—2017 годах обучался в докторантуре Христианской богословской академии в Варшаве, по окончании которой защитил диссертацию на соискание учёной степени доктора теологии на тему «Święty męczennik Serafin (Ostroumow), arcybiskup smoleński oraz jego duszpasterstwo w Polsce i Rosji» («Священномученик Серафим (Остроумов), архиепископ Смоленский и его пастырское служение в Польше и России»).

### Архиерейство
4 мая 2017 года решением Священного синода (журнал № 30) избран епископом Люберецким, викарием патриарха Московского и всея Руси, и назначен на должность председателя Синодального отдела по делам молодёжи.
10 мая 2017 года в храме Всех святых, в земле Русской просиявших, митрополитом Санкт-Петербургским и Ладожским Варсонофием возведён в сан архимандрита. 22 мая указом патриарха Московского и всея Руси Кирилла назначен настоятелем храма Успения Пресвятой Богородицы — Патриаршего подворья на Крутицах города Москвы. 3 июня в тронном зале патриарших покоев Троице-Сергиевой лавры состоялось его наречение во епископа. 4 июня за Божественной литургией в Успенском соборе Троице-Сергиевой лавры состоялась его епископская хиротония, которую совершили патриарх Кирилл, митрополит Смоленский и Дорогобужский Исидор, митрополит Китрский Георгий (Элладская православная церковь), архиепископ Верейский Евгений (Решетников), архиепископ Калининградский и Балтийский Серафим (Мелконян), архиепископ Сергиево-Посадский Феогност (Гузиков), архиепископ Солнечногорский Сергий (Чашин). На тот момент он был самым молодым архиереем Русской православной церкви.
17 июля 2017 года включён в состав Межсоборного присутствия Русской православной церкви, в комиссию по церковному просвещению и диаконии, с 15 октября 2018 года переведён в комиссию по богословию и богословскому образованию (журнал Синода № 80). 8 декабря 2020 года вошел в обновленный состав комиссии Межсоборного присутствия по богословию и богословскому образованию.
С 1 марта 2018 года по 28 апреля 2020 года — заведующий кафедрой теологии (с 20.02.2020 — истории религии, мировых культур и теологии) гуманитарного факультета Российского государственного социального университета, где в должности доцента читал курс догматического богословия.
14 июля 2018 года решением Священного синода назначен ректором Санкт-Петербургских духовных школ, в связи с чем переведён на должность викария Санкт-Петербургской епархии с титулом Петергофский и освобождён от должности председателя Синодального отдела по делам молодёжи.
15 октября 2018 года (журнал Синода № 94) включён в состав Межведомственной координационной группы по преподаванию теологии в вузах. 11 марта 2020 года вошёл в обновленный состав данной группы (журнал Синода № 23).
8 декабря 2018 года патриархом Кириллом утверждён в звании доцента.
С 23 января 2019 года — член Объединённого докторского диссертационного совета Московской духовной академии, Санкт-Петербургской духовной академии и Минской духовной академии, с сентября 2021 года — председатель Объединенного докторского диссертационного совета.
4 апреля 2019 года решением Священного синода назначен сопредседателем рабочей группы по сотрудничеству Русской православной церкви с Евангелическо-лютеранской церковью Финляндии.
9 июля 2019 года решением Священного синода назначен викарием патриарха Московского и всея Руси с титулом Истринский, председателем Синодального отдела по делам молодёжи с освобождением от должности ректора Санкт-Петербургской духовной академии и выражением благодарности за понесённые труды.
16 июля 2019 года указом патриарха Московского и всея Руси Кирилла назначен настоятелем патриаршего подворья храма Успения Пресвятой Богородицы на Крутицком подворье Москвы.
30 августа 2019 года решением Священного синода освобождён от сопредседательства в рабочей группе по сотрудничеству Русской православной церкви с Евангелическо-лютеранской церковью Финляндии.
С 9 сентября 2019 года — действительный член Императорского православного палестинского общества.
23 сентября 2019 года удостоен Макариевской премии за труд «Пастырство священномученика Серафима (Остроумова), архиепископа Смоленского в Польше и России».
21 августа 2019 года включён в состав редакционного совета научных журналов СПбДА «Христианское чтение», «Вестник Исторического общества Санкт-Петербургской Духовной Академии».
12 ноября 2020 года включён в состав Общественного совета при Федеральном агентстве по делам молодёжи.
29 марта 2021 года избран председателем Братства православных следопытов.

## Награды
- Медаль в честь Смоленской иконы Божией Матери «Одигитрия» I ст. (2014, Смоленская епархия);
- Орден св. равноап. Марии Магдалины III ст. (2014, Польская православная церковь).

## Публикации
монографии
- Смоленская епархия в годы Великой Отечественной войны. — Смоленск: Свиток, Смоленская обл. тип. им. В.И. Смирнова, 2006. — 191 с. — ISBN 978-5-902-093-21-3.
- Богословское образование в России: Смоленская духовная семинария : исторический очерк, 1728-2008. — Смоленск: Свиток, 2010. — 348 с. — ISBN 978-5-902093-40-4.
- Русская православная церковь и общество в период Великой Отечественной войны 1941-1945 годов: (на материалах Смоленской области). — Смоленск: Свиток, 2012. — 232 с. — ISBN 978-5-902093-44-2.
- Дорогой веры, любви и правды: исторический очерк жизни и служения священномученика Серафима (Остроумова), архиепископа Смоленского и Дорогобужского, 1880-1937. — Смоленск: Свиток, 2012. — 301 с. — ISBN 978-5-902093-52-7.
- Пастырство священномученика Серафима (Остроумова), архиепископа Смоленского в Польше и России: 80-летию мученической смерти посвящается. — Смоленск: Свиток, 2017. — 414 с. — 1000 экз. — ISBN 978-5-9909340-6-1.
- Polski i rosyjski wymiar duszpasterstwa świętego męczennika Serafina (Ostroumowa), arcybiskupa smoleńskiego (пол.). — Warszawa: Warszawska Metropolia Prawosławna, 2019. — 334 с.
- Коммуникативная культура Русской Православной Церкви в информационном пространстве современной России: монография. — М.: Издательство РГСУ, 2020. — 125 с.

статьи
- Просветительская и благотворительная деятельность духовенства Смоленской епархии в оккупационный период 1941—1943 гг. // Смоленские епархиальные ведомости. 2004. — № 4. — С. 44-48.
- Общий взгляд на роль Смоленщины в истории Русского государства и Русской Православной Церкви в связи с предстоящим 400-летним юбилеем начала обороны Смоленска от польских интервентов // Роль Смоленска в истории Российского государства: Материалы IV Международной научно-практической конференции. 23-25 мая 2007. Смоленск: Универсум, 2007. — 312 с. — С. 27-32.
- Патриотическая деятельность духовенства и мирян Смоленской епархии в 1944—1945 гг. //Авраам невские чтения IV: материалы всероссийской научно-практической конференции. Смоленск: Универсум, 2007. — 356 с. — С. 276—279.
- Последний довоенный правящий архиерей Смоленской епархии Архиепископ Смоленский и Дорогобужский Серафим (Остроумов) Н Духовные просветители земли Смоленской и их роль в воспитании нравственности и патриотизма: сборник научных статей. Смоленск: Универсум, 2007. — 208 с. — С. 23-29.
- Епархиальный Съезд духовенства и мирян Смоленской епархии 12-13 мая 1943 года (в дополнение к вопросу о церковной жизни на Смоленщине в годы Великой Отечественной войны) // Смоленские епархиальные ведомости. 2008. — № 1 (56). — С. 36-41.
- Надвратная Смоленская икона Божией Матери «Одигитрии» и время ее написания // Авраамиевские чтения: сборник научных статей. Вып. V — Смоленск: Универсум, 2008.
- Патриотическая деятельность Русской Православной Церкви на Смоленщине в годы Великой Отечественной войны // Власть — общество — личность в истории России: материалы Всероссийской (с международным участием) научной конференции молодых ученых. Смоленск, 2829 ноября 2008 г. / редкол.: М. В. Каиль (отв. ред.) и др.; Смол. гос. ун-т; Студ. науч. о-во. — Смоленск: Изд-во СмолГУ, 2008. — 474 с. — С. 382—387.
- Надвратная Смоленская икона Божией Матери «Одигитрия» в Отечественной войне 1812 года // 1812 год: война и мир. Материалы всероссийской научной конференции. — Смоленск: Свиток, 2009.
- Антирелигиозная политика в СССР в предвоенный период и ее результаты (на материалах Смоленской области) // Социальная политика и социология. 2010. — № 1 (55). — С. 194—208.
- Социальная роль Русской Православной Церкви в условиях нацистской оккупации Смоленской области // Региональные исследования. 2010. — № 3 (29). — С. 100—105.
- Служение милосердия в социальной деятельности Православной Церкви в Смоленской области в период нацистской оккупации 1941—1943 годов // Смоленские епархиальные ведомости. 2011. — № 4 (71).
- Российское воинство под святым покровом Божией Матери : Перед чудотворной Смоленской иконой Божией Матери российски воины совершали молитву в ожидании сражения на Бородинском поле // Журнал Московской Патриархии. 2012. — № 10. — С. 82-83.
- Богословское образование в западной части России в XVIII веке: Смоленская духовная семинария // Религиозное образование в России и Европе в XVIII веке: сборник. — СПб. : Издательство Русской христианской гуманитарной академии, 2013. — 290 с. — С. 47-58
- Смоленская духовная семинария в первой половине XIX века // Религиозное образование в России и в Европе в XIX в. — СПб.: Изд-во Русской христианской гуманитарной академии, 2014.
- Е. В. Домбровская: церковный человек в условиях нацистской оккупации // Смоленские епархиальные ведомости. 2014. — № 2 (81).
- Религиозный фактор в развитии польско-российских культурных связей // Россия и Запад: Диалог культур: сборник статей. Т. 2. — № 17. — М.: Центр по изучению взаимодействия культур, 2015. — С. 28—38.
- Pastor counseling experience of saint martyr Seraphin (Ostroumov), archbishop of Smolensk // «Rocznik Teologiczny», Warszawa 2016, LVIII (1).
- Богословское образование в российской семинарии во второй половине XIX века: Смоленская духовная семинария // Религиозное образование в России и в Европе в конце XIX ― начале XX века. ― СПб.: Изд-во Русской христианской гуманитарной академии, 2016.
- Священномученик архиепископ Серафим (Остроумов) как покровитель примирения народов Польши и России // Россия и Запад: Диалог культур: сборник статей XIX международной конференции 22-23 марта 2017, выпуск 19, часть I / МГУ. ― М.: Центр по изучению взаимодействия культур, 2017.
- Солидарность пастыря и народа в эпоху перемен. «Открытое письмо московскому духовенству» сщмч. Серафима (Остроумова), епископа Бельского 18 апреля / 1 мая 1917 года // Теология: встреча Востока и Запада. Труды кафедры теологии РГСУ. — СПб.: Алетейя, 2018.
- Православие: траектории движения духовных и нравственных границ // Религиозные свободы в мире. Путь к диалогу: материалы международной конференции. — М.: Юрист, 2018.
- Бургомистр Б. Г. Меньшагин и возрождение Православной Церкви на Смоленщине в период немецкой оккупации 1941–1943 гг. // Христианское чтение. — 2019. — № 5. — С. 174—198.
- Православная культура в информационном пространстве современной России // Вестник культуры и искусств. 2019. — № 3 (59). — С. 39-46.
- Современный мир и противоречия религиозной коммуникативности // Знание. Понимание. Умение. — 2020. — № 1. — С. 126—140. — doi:10.17805/zpu.2020.1.11.

публикации в интернете
- История Смоленской Духовной семинарии. Исторический очерк (1728—1918)
- Иеродиакон Серафим (Ребковец) // официальный сайт Смоленской епархии
- К вопросу о возвращении исторических названий улиц Смоленска (без даты) // официальный сайт Смоленской епархии

интервью
- Люберецкий епископ — о том, что церковь может противопоставить агрессивной романтике А. У. Е. // Независимая газета, 21.03.2018
- Интервью ректора Санкт-Петербургской духовной академии епископа Петергофского Серафима // Патриархия.ru. — 4 сентября 2018.